# Agência de Energia Atômica do Japão

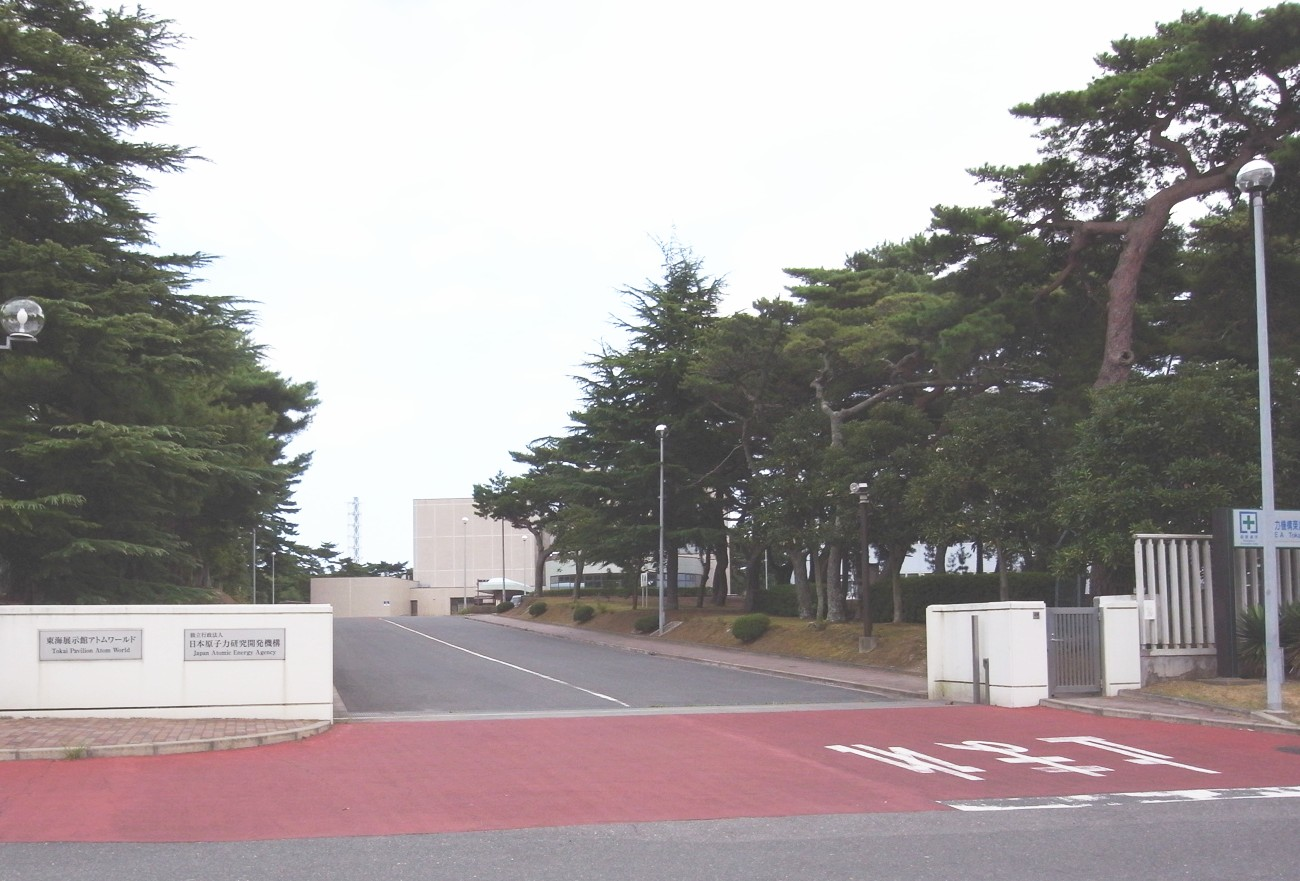
Sede da Agência de Energia Atômica do Japão

A Agência de Energia Atômica do Japão (português brasileiro) ou Agência de Energia Atómica do Japão (português europeu) (日本原子力研究開発機構, Nihon genshiryoku kenkyū kaihatsu kikō, JAEA) é a agência de energia atômica do governo japonês, fundada em 1 de outubro de 2005 pela fusão de duas organizações semi-governamentais anteriores, a PNC e a JAERI.
Em 10 de abril de 2007, JAEA juntou-se oficialmente à aliança Global Nuclear Energy Partnership (GNEP) atual International Framework for Nuclear Energy Cooperation (IFNEC). Os outros membros da aliança são Areva - grupo multinacional francês especializado em energia nuclear -, Washington Group International e BWX. Espera-se que a experiência adquirida com a planta de enriquecimento de centrífuga de Rokkasho seja uma contribuição fundamental da JAEA.
Em 1 de abril de 2016, o JAEA transferiu alguns dos seus laboratórios para o Instituto Nacional de Ciências Radiológicas, e o órgão do NIRS foi renomeado para Institutos Nacionais de Ciência e Tecnologia Quântica e Radiológica, que inclui os laboratórios existentes do NIRS.
Em 2018, a JAEA estimou que seriam necessários cerca de 1,9 trilhão de ienes (US$ 17,1 bilhões) para desativar 79 instalações em 70 anos.

## Visão geral
- Fundação: outubro de 2005
- Lei de Fundação: Lei da Agência de Energia Atômica do Japão (日本 原子 力 研究 開 発 機構 法)
- Sede: Tokai-mura
- Equipe Permanente: 4 386 pessoas em outubro de 2005
- Presidente do Conselho: 岡 﨑 俊雄 Inaugurado em janeiro de 2007

## Locais e instalações
A seguir está uma lista incompleta de suas atividades, classificadas por local:

### Instalações Tokai-mura
A JAEA possui várias instalações localizadas em Tōkai, província de Ibaraki, que foi o primeiro centro no Japão para pesquisa nuclear. Atualmente, o JAEA se expandiu para vários outros locais na Prefeitura de Ibaraki, bem como para todo o Japão.
- Centro de P&D Tokai (東海 研究 開 発 セ ン タ ー)
  - Instituto de Pesquisa de Ciência Nuclear (原子 力 科学 研究所)
  - Laboratórios de Engenharia do Ciclo de Combustível Nuclear (核燃料 サ イ ク ル 工 学 研究所)
- O Japan Proton Accelerator Research Complex (大 強度 陽 子 加速器 計画ou J-PARC para abreviar) abriga muitas instalações de pesquisa de partículas.

### Instalações de Tsuruga
A JAEA tem outra sede em Tsuruga, Prefeitura de Fukui. É um centro de reator reprodutor rápido e um centro de Pesquisa e Desenvolvimento (P&D).

### Centro de P&D de Oarai (大 洗 研究 開 発 セ ン タ ー)
Este centro está localizado em Ōarai, província de Ibaraki, perto, mas não no mesmo local que Tokai-mura. Ele abriga o reator Jōyō, o Reator de Teste de Materiais do Japão, o novo reator de teste de engenharia de alta temperatura, um centro de monitoramento de reatividade ambiental e um museu infantil.

### Centro de Engenharia Ambiental de Ningyo-toge (人形 峠 環境 技術 セ ン タ ー)
Esta é uma pequena planta de refino e conversão de urânio, bem como uma pequena planta de demonstração de enriquecimento por centrifugação localizada em Kamisaibara, Prefeitura de Okayama. O centro lida com questões de ponta do ciclo do combustível nuclear. 

### Centro de P&D Aomori (青森 研究 開 発 セ ン タ ー)
O Centro de Pesquisa e Desenvolvimento de Aomori está espalhado por Rokkasho, Prefeitura de Aomori e Mutsu, Prefeitura de Aomori. O site Rokkasho trabalha com pesquisa de fusão, notadamente um instituto de pesquisa de projeto de reator de fusão, um acelerador de partículas e uma instalação de teste de irradiação de materiais. As instalações em Mutsu incluem um museu, uma instalação de monitoramento do oceano e gerenciamento de lixo radioativo.
A JAEA também coopera e fornece suporte para as atividades da Japan Nuclear Fuel Limited com seus planos de instalação de reprocessamento e enriquecimento de urânio.

### Horonobe Underground Research Centre (幌 延 深 地層 研究 セ ン タ ー)
O Horonobe URL realiza pesquisa e desenvolvimento em estudos geocientíficos e em disposição geológica de rejeitos radioativos de alto nível. Espera-se que este local se torne o repositório geológico profundo nacional do Japão para resíduos nucleares.
- Fugen

### Centro de Geociências Tono (東 濃 地 科学 セ ン タ ー)
Ele está localizado em Tōnō, província de Gifu.